# كينغشان
كينغشان (بالصينية: 清镇市) هي مدينة من مدن الصين.

## وصلات خارجية
- الموقع الرسمي